# Бережной, Анатолий Павлович
Анатолий Павлович Бережной — русский советский поэт, журналист, редактор, переводчик. Основатель литературного объединения «Рубикон», предшественника ЛитКома. Значимая фигура в русско-киргизской литературе конца XX века.

## Биография
Родился 26 сентября 1940 г. в г. Ростове-на-Дону, РСФСР.
Отец, Павел Дмитриевич Бережной, (1912 г., сл. Бутурлиновка Воронежской губ. — 2011 г., г. Шымкент, Казахстан) — ветеран Великой Отечественной войны, минёр-подводник Тихоокеанского флота в звании ст. краснофлотец. Будучи на службе в армии ещё до войны играл на геликоне в военном оркестре. Вернулся с войны весной 1946 г. Награждён Медалью Нахимова. До выхода на пенсию работал в пожарной бригаде.
Мать, Екатерина Ивановна Данилова.
Дядя по матери, Георгий Иванович Данилов, тоже прошел ВОВ. Его рисунки нашли в концлагере, опубликовали в «Огоньке». Георгий Иванович случайно увидел их в выпуске и позвонил в журнал. К нему приезжал журналист брать интервью.
Бабка, Анна Сазоновна Данилова, привила Толе любовь к русской песне, родному слову; понимание народного словотворчества.
6 октября 1948 г. в г. Ашхабаде Туркменской ССР пережил землетрясение, одно из крупнейших по количеству жертв и разрушений на планете в XX веке.
В 1957 г. окончил среднюю школу в г. Альметьевске Татарской АССР.
Школьником состоял в пионерах и избирался звеньевым. Пребывая в рядах ВЛКСМ (1954-68 гг.), избирался комсоргом класса, в школьный комитет комсомола, комсомольское бюро курсантской роты, секретарём комсомольской организации боевого подразделения, редакции республиканской молодёжной газеты, членом пленума райкома ЛКСМ. Награждён грамотами командующего войсками военного округа, обкома ВЛКСМ, райкома ЦК ЛКСМ республики, редакции газеты, Почётной грамотой ЦК ВЛКСМ.
В школе, в армии, на производстве оформлял и редактировал стенные газеты, посещал кружки (драматический, вокал, конферанс). В детские и отроческие годы увлекался авиамоделизмом, шахматами, коньками, футболом, велоспортом. Будучи курсантом и офицером занимался лёгкой и тяжёлой атлетикой, прыжками в воду, спортивной гимнастикой, лыжами.
Среднеспециальное образование получил в 1957-60-м гг. в г. Вольск Саратовской области РСФСР, получив диплом с отличием I-го Вольского военно-авиационо-технического училища им. Ленинского Краснознамённого комсомола и специальность техника по эксплуатации и ремонту приборного оборудования летательных аппаратов.
В 1960-63-м гг. служил техник-лейтенантом Ракетных Войск в Белорусской ССР. Демобилизовался по собственной инициативе, написав личный рапорт командованию с просьбой об увольнении из рядов Советской Армии, и благодаря указу властей об очередном сокращении Вооружённых Сил.
Летом 1963 г. приехал в [Бишкек|г. Фрунзе] Киргизской ССР.
Учился в Мордовском (историко-филологический факультет, г. Саранск), Киргизском (факультет иностранных языков, г. Фрунзе) госуниверситетах и Литературном институте им. А. М. Горького (отделение поэзии, г. Москва).
Окончил двухгодичные курсы художников оформителей при Свердловском областном отделении Союза художников РСФСР.
Работал электриком, диспетчером городского освещения, слесарем-сварщиком сельмашзавода, инженером отдела информации республиканского Комитета стандартов, мойщиком машин таксомоторной автобазы, инструктором горспорткоммитета, грузчиком мелькомбината, инженером ОТК экспериментального завода промстройматериалов, методистом Дома Культуры и Творчества им. В. И. Ленина — руководитель литературного объединения «Горные зори» (всё — г. Фрунзе, Киргизская ССР), аппаратчиком, слесарем гидрометаллургического завода (г. Степногорск, Целиноградская обл., Казахская ССР), художником-оформителем домостроительного комбината (г. Свердловск, РСФСР), методистом областного межсоюзного Дома самодеятельного творчества по изобразительному искусству (г. Чимкент, Казахская ССР). В общей сложности около десяти лет отдал журналистике — от корреспондента до ответственного секретаря редакции газет «Комсомолец Киргизии» (1964-67 и 1974-77 гг.), «Советская Киргизия» (1970 и 1984 гг.), Телерадиокоммитета (1971 г.), «Вечерний Фрунзе» (1974 г.), «Учитель Киргизстана» (1989 г.), «Спутник молодёжи» (г. Чимкент, 1992 г.), «Кыргызстан кроникл» (1994 г.).
На общественных началах много лет возглавлял литобъединение «Рубикон», позднее ставшее ЛитКомом, литстудию при радиоредакции «Голос Степногорска», был старостой литклуба им. М. М. Пилипенко при редакции газеты «На смену!» (г. Свердловск).
С 2002 года зарабатывал редактурой учебников по истории Киргизии и геоэкологии для средних и старших классов. Готовил к изданию переведенные с киргизского учебники, адаптируя их для русскоговорящих детей.
Умер 30 апреля 2015 года в Бишкеке, окруженный родными и друзьями.

## Личная жизнь
Первая жена — Нина Анатольевна Бережная, дети: Наталья Бережная и Елена Милиус (в настоящее время проживают в США).
Вторая жена (официально не зарегистрированы) — Нэлли Степановна Лиственная (1937—2018 гг.). Познакомились в литобъединении «Рубикон», которое возглавлял в Анатолий Павлович. Будущая жена пришла с прозой. Сын: Александр Бережной 1982 г.р. (Пошёл по стопам отца). Анатолий Павлович, представляя сына, говорил: «Пожалуй, лучшее мое произведение».

## Литературная деятельность
Стихи пробовал писать с девяти лет и до начала 60-х гг. помещал их в стенной печати.
Впервые его имя появилось в «большой» прессе в декабре 1957 г. — газета Приволжского военного округа, г. Куйбышев (статья «За родину!»).
Первое опубликованное Анатолием Бережным стихотворение — «Ликуйте, люди!» (Белорусская ССР, г.п. Житковичи Гомельской обл., районная газета «Ленинский путь», 14 апреля 1961 г.) — посвящено первому в истории полёту человека в Космос.
В 1981 в Свердловске самиздатом выпустил сборник басен и эпиграмм «Выход и вход» под псевдонимом Павел Анбер. (Анбер — анаграмма от Анатолий Бережной). До наших дней дошло два экземпляра.
Издал два сборника оригинальных стихотворений и поэм: «Сентябрины» — 1969 г., «Перекрёсток» — 1977 г. Печатался в коллективных сборниках и антологиях «Голоса вершин», «Гроздья рябины» (г. Москва), «Памятник солнцу», «Солнечная высота», «Афтограф» (г. Фрунзе), в альманахах «Истоки» (г. Москва), «Перевал», «Горизонт» (г. Фрунзе), в журналах «Смена», «Литературная учёба» (г. Москва), «Урал» (г. Свердловск), «Престиж» (г. Шымкент), а более всего — в «Литературном Кыргызстане» — стихами, поэмами, рассказами, переводами в стихах и прозе, рецензиями.
Помимо вышеупомянутых изданий как стихотворец, прозаик, автор статей по литературе, театру, кино, искусству был представлен в ежедневной периодике других городов и районов: Белоруссии, Черноземья, Поволжья, Урала, Средней Азии и Казахстана, Сибири, Дальнего Востока, отдельными теле- и радиоканалами (среди названных районов), в том числе центральной радиостанцией «Юность».
В 70-е-80-е годы, будучи в Свердловске, Бережной работал над переводом «Слова о полку Игореве». На реализацию сформировавшегося творческого замысла потребовался год — 1981-82. Вскоре после окончания этой работы у Анатолия Бережного родился сын Александр. Оригинальное поэтическое переложение «Слова» белым четырёхстопным дактилем осталось неизданным.
Будучи экспериментатором и стихотворцем, весьма охочим до необычной формы, Анатолий Павлович написал два венка и одну корону сонетов. Корона — редкая форма, образцов которой всего известно около десятка — остается по сей день в рукописном виде. «Эхо» — так назывался первый Венок сонетов — был издан в 1980/81 году в Свердловске. Второй — «Разноцвет» — в Бишкеке в 2001 году. И то и другое самиздатом.
В 2013 году в сборнике «Мозаика» общественного фонда «Аржанг» были изданы произведения 60 авторов из Кыргызстана, России, Таджикистана, Узбекистана, США и Южной Африки, в том числе притча Анатолия Бережного «Как человек воду искал». Примечателен даже не сам факт издания, а вступительная статья Андрея Рябченко. Руководитель ЛитКома пишет об Анатолии Бережном как о человеке, с которым связана целая эпоха русской литературы Кыргызстана.

Из литературных объединений «Рубикон» и «Горные зори», возглавляемых Анатолием Павловичем, в разные годы вышли: Игорь Романович Бухбиндер, Вячеслав Иванович Шаповалов, Александр Никитенко, Светлана Суслова (Токомбаева).
Будучи критиком и «воспитателем» юных литераторов, Анатолий Бережной понимал ответственность, которую берет на себя, раздавая указания и комментарии. Одно из самых расхожих его высказываний: «Я не учу, как писать стихи. Я учу отношению».

Истинная поэзия не претендует на абсолютную правильность. Рассудочность и поучательность — не дело писателя— 28 июня 2013 г., Бишкек. (Из разговора с сыном).

### Авторские сборники
- Бережной А.П. Перекрёсток. — город Фрунзе: Кыргызстан, 1977. — 46 с.
- Бережной А.П. Сентябрины. — город Фрунзе: Кыргызстан, 1969. — 49 с.

### Переводы
- Туменбай Байзаков
- Джолдошбай Абдыкалов
- Совет Урмамбетов
- Исабек Исаков
- Тургуналы Молдобаев
- Туменбай Байзаков. Паризат. Поэма. — Наедине с мечтой. — город Фрунзе: Кыргызстан, 1979. — С. 106—216. — 219 с.
- Нурлан Калыбеков (с конца 90-х — начала 2000-х).